# Bruceloză
Bruceloza este o boală infecțioasă gravă produsă de speciile de Brucella, un gen de bacterii Gram-negative, aerobe, capsulate, care apar la microscop sub formă de bastonașe sau coci (cocobacili). Agentul patogen a fost izolat de medicul militar David Bruce în anul 1887 de la soldații bolnavi.
Boala este o antropozoonoză (boală comună omului și animalelor) care se manifestă sub forma de: 
- Febra de Malta, determinată de Brucella melitensis care infectează caprele și oile
- Morbus Bang (boala Bang), determinată de Brucella abortus care infectează vitele

Ambele boli determină „avortul brucelic” la animalele gestante.

## Simptome
După un timp de incubație care poate varia între 14 și 21 de zile, apar primele simptome de boală manifestate prin creșterea temperaturii (febris undularis - febră ondulantă care poate  atinge  de 40 °C), însoțită de frisoane.
Modificările de organ sunt după caz: 
- hepatosplenomegalie (creșterea volumului ficatului și splinei),
- osteomielită (inflamație a măduvei osoase),
- meningoencefalită (inflamație la nivelul creierului),
- endocardită (inflamație la nivelul endocardului (inimii),
- pneumonie (inflamație - aprindere - a plămânilor).

Dacă boala nu este tratată adecvat, trece în forma cronică care poate dura ani de zile, caracterizându-se prin simptome atipice cu dureri articulare reumatoide.
Cu toate că este o boală infecțioasă gravă pentru unele cazuri, s-a constat că omul se infectează numai de la animal. Până în prezent nu s-a putut constata o transmitere de la om la om.

## Transmiterea bolii
Boala se transmite la om prin consumul de produse animale contaminate, ca produse lactate care provin din lapte nepasteurizat, sau prin pătrunderea bacteriei prin piele și mucoase la îngrijitorii de animale sau personalul veterinar, fiind considerată la aceștia ca o boală profesională.

## Patogeneză
Pătrunderea agentului patogen produce la poarta de intrare o inflamație, stimulând reacția de apărare. Bacteria va fi fagocitată de granulocite, în care bacteria poate supraviețui și ajunge în ganglionii limfatici. Din ganglionii limfatici Brucella va fi transportată de sânge (pe cale hematogenă) în alte organe. Organismul constituie granuloame încercând, prin încapsulare, să izoleze bacteria în țesuturile infectate.

## Terapia
Tratamentul bolii durează cel puțin o lună folosindu-se antibiotice cu spectru larg din grupa tetraciclinelor și aminoglicozide (gentamicină, kanamicină, neomicină, streptomicină). După caz și după rezultatele antibiogramei se mai pot folosi Trimetoprim și Sulfametoxazol. Chiar după un tratament corect al bolii au fost constatate cazuri de recidivă.

## Epidemiologie
Boala se transmite exclusiv prin animale infectate sau produsele lor încă neprelucrate termic.
Din punct de vedere epidemiologic cea mai mare importanță pentru om o are febra de Malta care poate apărea atât endemic, cât și epidemic în regiuni în care se practică creșterea oilor și caprelor, dar foarte rară în prezent în Europa.
Morbul Bang apare foarte rar, sporadic, chiar și în zonele cu afectare epidemică.
Bruceloza afectează mai mult bărbații decât femeile, majoritatea infecțiilor rămânând nemanifeste.

## Speciile de Brucella mai frecvente
Speciile de Brucella mai frecvente care se transmit de la animal la om sunt:
- Brucella abortus (bovine)
- Brucella canis (canine)
- Brucella melitensis (oaie, capră, determină la om „febra de Malta”)
- Brucella suis (porc și iepure, nepatogen pentru om)
- Brucella ovis (ovine).

Specii de Brucella considerate nepatogene:
- Brucella cetaceae (balenă)
- Brucella neotomae (șobolan)